# ليو فوستر
ليو فوستر (بالإنجليزية: Leo Foster)‏ هو لاعب كرة قاعدة أمريكي، ولد في 2 فبراير 1951 في كوفينغتون في الولايات المتحدة.

## وصلات خارجية
- ليو فوستر على موقعبيزبول رفرنس.كوم (الدوري الرئيسي) (الإنجليزية)
- ليو فوستر على موقعبيزبول رفرنس.كوم (الدوري الثانوي) (الإنجليزية)